# Skandalista Larry Flynt
Skandalista Larry Flynt (ang. The People vs. Larry Flynt) – amerykański film biograficzny, który wyreżyserował Miloš Forman. Premiera filmu odbyła się w 1996 roku.

## Obsada
- Woody Harrelson – Larry Flynt
- Courtney Love – Althea Leasure
- Edward Norton – Isaacman
- Brett Harrelson – Jimmy Flynt
- Donna Hanover – Ruth Carter Stapleton
- James Cromwell – Charles Keating
- Crispin Glover – Arlo
- Vincent Schiavelli – Chester

## Nagrody i nominacje
Oscary za rok 1996
- Najlepsza reżyseria – Miloš Forman (nominacja)
- Najlepszy aktor – Woody Harrelson (nominacja)

Złote Globy 1996
- Najlepsza reżyseria – Miloš Forman
- Najlepszy scenariusz – Scott Alexander, Larry Karaszewski
- Najlepszy dramat (nominacja)
- Najlepszy aktor dramatyczny – Woody Harrelson (nominacja)
- Najlepsza aktorka dramatyczna – Courtney Love (nominacja)

Nagroda Satelita 1996
- Najlepszy scenariusz oryginalny – Scott Alexander, Larry Karaszewski
- Najlepsza aktorka drugoplanowa w dramacie – Courtney Love